# TV1000
TV1000 je grupa filmskih televizijskih kanala. Početak emitiranja je 1989. U veljači 1995. pokrenut je drugi kanal TV1000 Cinema. 
TV1000 East je pokrenut 2004. za područje Baltičkih zemalja, i zemalja istočne Europe.
TV1000 HD je pokrenut 2008., a emitira sadržaj osnovnog programa, ali u HDTV tehnici.
U travnju 2008. pokrenut je TV1000 Premium, i to za područje Baltičkih zemalja.
Dana 1. rujna 2008. pokrenut je TV1000 Action East za područje, Bjelorusije, Moldove, Gruzije, Kazahstana, Ukrajine, Estonije, Latvije i Litve.
TV1000 bit će preimenovan u Viasat Kino 7. svibnja 2025. u Rumunjskoj, Hrvatskoj, Srbiji i Bugarskoj.
Inače, obitelj TV1000 kanala za Skandinaviju sastoji od sljedećih kanala:
- TV1000
- TV1000 Plus One (sadržaj osnovnog kanala sa zakašnjenjem od 1 sata)
- TV1000 Family
- TV1000 Action
- TV1000 Nordic
- TV1000 Classic

TV1000 Balkan, pokrenut 2006. je kanal za zemlje Balkana, koji se emitira u Hrvatskoj putem Iskon.TV-a, Total TV-a, kabelskog operatera B.net, i to lokaliziran na hrvatski jezik.

## Vanjske poveznice
- Modern Times Group
- TV1000  Arhivirana inačica izvorne stranice od 4. listopada 2006. (Wayback Machine)

1. ↑  TV1000, una dintre cele mai vechi televiziuni de filme din România, îşi schimbă numele [TV1000, jedan od najstarijih filmskih televizijskih kanala u Rumunjskoj, mijenja ime]. Paginademedia.ro (rumunjski). 18. veljače 2025. Pristupljeno 19. veljače 2025.
2. ↑  Viasat Kino. viasatkino.com (engleski). Pristupljeno 19. veljače 2025.
3. ↑  Viasat Kino Vijesti | Najnovija priopćenja i obavijesti za medije. viasatkino.hr. 2025. Inačica izvorne stranice arhivirana 16. svibnja 2025. Pristupljeno 16. svibnja 2025.